# Gustav Lehne von Lehnsheim
Gustav svobodný pán Lehne von Lehnsheim (20. ledna 1829 Vídeň – 18. listopadu 1897) byl rakousko-uherský generál. V c. k. armádě sloužil jako dobrovolník od roku 1848 a zúčastnil se několika válečných tažení. Později byl vysokým důstojníkem u různých jednotek c. k. zeměbrany a nakonec dlouholetým sekčním šéfem na ministerstvu zeměbrany (1885–1897). V roce 1893 byl povýšen do stavu svobodných pánů a v armádě krátce před úmrtím dosáhl hodnosti polního zbrojmistra (1897).

## Životopis
Do armády vstoupil jako dobrovolník v roce 1848 k 18. praporu polních myslivců a zúčastnil se bojů proti maďarským povstalcům. Poté jako poručík sloužil u 10. pěšího pluku v Přemyšlu a v roce 1854 byl povýšen na nadporučíka. Od roku 1855 působil v generálním inspektorátu c. k. četnictva a v roce 1859 byl před válkou se Sardinií členem diplomatické mise do Turína a Paříže. Později byl v hodnosti kapitána pobočníkem u 7. armádního sboru v Trevisu a v roce 1866 bojoval ve válce v Itálii. V roce 1868 byl přidělen k vrchnímu velení armády ve Vídni a následně přešel k c. k. zeměbraně, kde působil nadále ve Vídni u oblastního zeměbraneckého velitelství a v roce 1876 byl povýšen na podplukovníka.
V roce 1879 byl povýšen na plukovníka a od roku 1880 byl přednostou vojenského oddělení na ministerstvu zeměbrany. V roce 1885 dosáhl hodnosti generálmajora. Nakonec byl na ministerstvu zeměbrany dlouholetým prvním sekčním šéfem (1885–1897) a mezitím byl k datu 1. května 1890 povýšen do hodnosti polního podmaršála. Ke dni 1. listopadu 1897 byl penzionován a obdržel titulární hodnost polního zbrojmistra, zemřel již o dva týdny později.
V roce 1879 byl povýšen do šlechtického stavu s predikátem Edler von Lehnsheim a v roce 1893 získal titul svobodného pána. Krátce před smrtí obdržel titul c. k. tajného rady s nárokem na oslovení Excelence. Během vojenské služby se stal rytířem Leopoldova řádu, nositelem Řádu železné koruny III. třídy a Vojenského záslužného kříže s válečnou dekorací. V zahraničí byl nositelem německého Řádu červené orlice I. třídy, rytířem ruského Řádu sv. Anny III. třídy, důstojníkem Řádu italské koruny, nositelem hesenského Řádu Filipa Velkomyslného a rytířem Řádu jeruzalémského hrobu.
V roce 1868 se ve Vídni oženil s baronkou Henriettou Thinnovou von Thinnfeld (1838–1872), dcerou bývalého ministra obchodu Ferdinanda Thinnfelda. Měli spolu dvě děti, na následky porodu dcery Marie v roce 1872 zemřela Henrietta o měsíc později. Syn Friedrich Maria (1870–1951) byl státním úředníkem a v poslední předlitavské vládě Heinricha Lammasche správcem ministerstva zeměbrany.